# Ron Lee
Ronald Henry Lee, detto Ron (Boston, 2 novembre 1952), è un ex cestista statunitense, professionista nella NBA e in Europa.
È il fratello di Russ Lee.

## Carriera
Venne selezionato dai Phoenix Suns al primo giro del Draft NBA 1976 (10ª scelta assoluta).

## Statistiche

### NBA

#### Regular Season
| Anno      | Squadra         | PG  | PT | MP   | TC%  | 3P%  | TL%  | RP  | AP  | PRP | SP  | PP   |
| --------- | --------------- | --- | -- | ---- | ---- | ---- | ---- | --- | --- | --- | --- | ---- |
| 1976-1977 | Phoenix Suns    | 82  | -  | 22,5 | 44,1 | -    | 67,6 | 3,6 | 3,2 | 1,9 | 0,4 | 10,2 |
| 1977-1978 | Phoenix Suns    | 82  | -  | 23,5 | 43,9 | -    | 74,6 | 3,1 | 3,7 | 2,7 | 0,2 | 12,2 |
| 1978-1979 | Phoenix Suns    | 43  | -  | 22,0 | 45,2 | -    | 71,2 | 2,6 | 3,1 | 1,6 | 0,1 | 9,8  |
| 1978-1979 | Utah Jazz       | 17  | -  | 23,4 | 36,3 | -    | 64,9 | 3,2 | 4,3 | 2,2 | 0,1 | 6,7  |
| 1979-1980 | Atlanta Hawks   | 30  | -  | 12,1 | 31,9 | 0,0  | 52,9 | 1,1 | 2,2 | 0,5 | 0,1 | 2,2  |
| 1979-1980 | Detroit Pistons | 31  | -  | 25,9 | 39,3 | 39,3 | 66,0 | 2,9 | 5,6 | 2,7 | 0,4 | 7,3  |
| 1980-1981 | Detroit Pistons | 82  | -  | 22,3 | 35,0 | 15,4 | 72,4 | 2,7 | 4,4 | 2,0 | 0,4 | 4,2  |
| 1981-1982 | Detroit Pistons | 81  | 7  | 18,1 | 35,8 | 30,5 | 70,6 | 1,9 | 3,9 | 1,4 | 0,2 | 3,4  |
| Carriera  | Carriera        | 448 | 7  | 21,4 | 41,6 | -    | 70,5 | 2,7 | 3,8 | 1,9 | 0,3 | 7,3  |

#### Playoffs
| Anno     | Squadra      | PG | PT | MP   | TC%  | 3P% | TL% | RP  | AP  | PRP | SP  | PP  |
| -------- | ------------ | -- | -- | ---- | ---- | --- | --- | --- | --- | --- | --- | --- |
| 1978     | Phoenix Suns | 2  | -  | 20,5 | 31,3 | -   | 100 | 3,0 | 1,5 | 2,0 | 0,0 | 6,0 |
| Carriera | Carriera     | 2  | -  | 20,5 | 31,3 | -   | 100 | 3,0 | 1,5 | 2,0 | 0,0 | 6,0 |

## Palmarès
- NCAA AP All-America Second Team (1976)
- NCAA AP All-America Third Team (1975)
- NBA All-Rookie First Team (1977)
- Migliore nelle palle rubate NBA (1978)